# Ancarano
Ancarano ist eine Gemeinde mit 1871 Einwohnern (Stand 31. Dezember 2023) und liegt in der Nähe von Sant’Egidio alla Vibrata und Torano Nuovo in der italienischen Provinz Teramo.

## Geografie
Zu den Ortsteilen (Fraktionen) zählen Casette und Madonna della Carità.
Die Nachbargemeinden sind Ascoli Piceno, Colli del Tronto, Controguerra, Sant’Egidio alla Vibrata, Spinetoli und Torano Nuovo.
Die Gemeinde liegt rund 30 Kilometer vom Hauptort der Provinz, der Stadt Teramo und 21,5 Kilometer von der Adriaküste entfernt.

## Weinbau
In der Gemeinde werden Reben der Sorte Montepulciano für den DOC-Wein Montepulciano d’Abruzzo angebaut.